# Dick Sears (político)
Richard Warden Sears Jr. (22 de abril de 1943 - 1 de junio de 2024) fue un político estadounidense miembro del Partido Demócrata que representó el distrito senatorial de Bennington en el Senado de Vermont.
Sears fue elegido por primera vez al Senado de Vermont en 1992 y continuó sirviendo hasta su fallecimiento en junio de 2024.

## Biografía
Sears nació en Framingham, Massachusetts, el 22 de abril de 1943. Asistió a la escuela en Ashland, Massachusetts, y luego al New Hampton School en New Hampton, New Hampshire. Obtuvo su título de Licenciatura en Artes (B.A.) en la Universidad de Vermont en 1969.
Desde 1971, Sears residió en Bennington, Vermont, y estuvo casado con Beverly Sears (anteriormente Beverly Bushey).
Desde la década de 1970, Sears trabajó en programas residenciales para jóvenes en riesgo. Falleció en Albany, Nueva York, el 1 de junio de 2024, a la edad de 81 años.

## Vida pública
Sears fue miembro de la junta escolar de Bennington de 1987 a 1993 y fue presidente durante cuatro de esos años.
En 1992, fue elegido al Senado de Vermont y fue reelegido en 1994, 1996, 1998, 2000, 2002, 2004, 2006, 2008, 2010, 2012, 2014, 2016, 2018 y 2020.